# Districte de Colmar

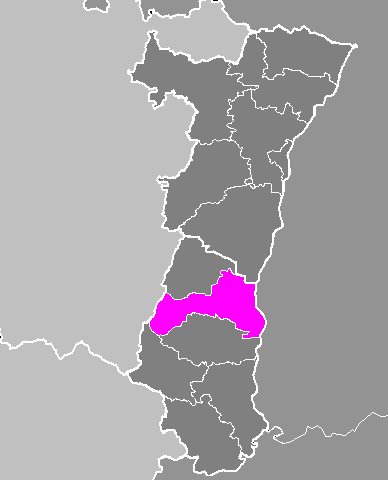
Localització del Districte de Colmar

El Districte de Colmar és un dels sis amb què es divideix el departament francès de l'Alt Rin, a la regió del Gran Est. Té 6 cantons i 62 municipis. El cap del districte és la sotsprefectura de Colmar.

## Cantons
- cantó d'Andolsheim
- cantó de Colmar-Nord
- cantó de Colmar-Sud
- cantó de Munster
- cantó de Neuf-Brisach
- cantó de Wintzenheim